# Munroeodes transparentalis
Munroeodes transparentalis là một loài bướm đêm trong họ Crambidae.